# Sudeley Castle
Sudeley Castle er et slot i Cotswolds nær Winchcombe i Gloucestershire i England. Den nuværende bygning blev opført i 1400-tallet og kan være bygget oven på en borg fra 1100-tallet.
Fæstningen har en stor park, som den er kendt for. Kapellet, St. Mary's Sudeley, er stedet, hvor Henrik 8.'s sjette kone, dronning Catherine Parr (1512–1548), blev begravet i et marmorgravmægle. Kirken hører til Church of England. Sudeley er et af de få slotte i England, som er beboet. Det er kun åbent for besøgende på særlige dage, og de private værelser mv. er ikke åbne for offentligheden.
Bygningen er listed building af første grad, og den er internationalt anerkendt som et vigtigt bygningsværk.